# 郭紘
郭紘（1496年—？），字伯瞻，山西太原府平定州人，民籍，明朝政治人物。

## 生平
嘉靖元年（1522年）壬午科山西鄉試第四十四名舉人。嘉靖十七年（1538年）中式戊戌科會試第一百三十八名，登第二甲第八十四名進士。官至户部员外郎。

## 家族
曾祖郭恒；祖父郭賢，州判官；父郭思敬，知縣。母呂氏；繼母李氏。慈侍下。